# Das Spiel ist aus (1916)
Das Spiel ist aus ist ein deutsches Stummfilmmelodram aus dem Jahre 1916 von Rudolf del Zopp mit Alfred Abel in der Hauptrolle. 

## Handlung
Der Maler Heinz Arno ist verlobt mit Maria Busch. Als er glaubt, einen riesigen Spielgewinn errungen zu haben, verlässt er Maria und lässt sich mit der verführerischen Manila Prado, einer Chilenin, ein. Als sich der Spielgewinn als Irrtum erweist, ist die Exotin die Erste, die ihn sofort wieder verlässt. Von nun an beginnt der gesellschaftliche Niedergang Arnos und er muss sich seinen Lebensunterhalt als Schnellzeichner in einem Varieté verdienen. Mit den Nerven am Boden, wird er schließlich in eine Heilanstalt eingeliefert. Hier ist es ausgerechnet die von ihm schmählich im Stich gelassene Maria, die ihn aufsucht und sich aufopfernd um ihn kümmert, bis er wieder gesund ist. Beide heiraten, und Heinz kehrt zu seiner eigentlichen Passion, der Kunstmalerei, zurück.

## Produktionsnotizen
Das Spiel ist aus entstand im Winter 1915/1916, passierte die Zensur im Februar 1916 und wurde vermutlich wenig später uraufgeführt. Der Film besaß vier Akte, verteilt auf etwa 1400 Metern Länge.

## Kritik
Paimann’s Filmlisten resümierte: „Stoff gut, Spiel und Photos sehr gut.“